# بني حسن (المغرب)
بني حسن هي قرية مغربية شمال المملكة. تنتمي بني حسن لإقليم أزيلال الساحلي. تضم هذه القرية 11.579 نسمة (إحصاء 2004).